# Колосков Олександр Іванович
Колосков Олександр Іванович (нар. 21 березня (3 квітня) 1902, Чернігів, Російська імперія — 1972, Москва, СРСР) — радянський винахідник українського походження. Лауреат Державної премії СРСР (1943), Сталінської премії (1944), Ленінської премії (1965).

## Життєпис
Народився 3 квітня 1902 року в Чернігові в родині священнослужителя. Навчався в Чернігівському реальному училищі, працював головним інженером Корюківського цукрового заводу. Наприкінці 1930-х років переїхав до Москви.
Після переїзду працював на Московському електролізному заводі. Під час німецько-радянської війни підприємство, засноване 1942 року, виконувало завдання з розробки і впровадження електролізерів великої потужності (ФВ-500) для виробництва водню і кисню. Ця дало можливість забезпечити газоподібною сумішшю аеростати протиавіаційного загородження. За цю роботу одержав Державну премію СРСР.
У повоєнні часи продовжив наукові та практичні роботи по регенерації повітря. Під його керівництвом була розроблена система електрохімічної регенерації повітря, яка й сьогодні широко застосовується російським флотом. У 1965 році О. І. Колосков був удостоєний Ленінської премії. Головнокомандувач ВМС СРСР С. Г. Горшков називав розроблену Колосковим систему другим за значущістю, після атомної енергетики, винаходом для флоту.
Помер Олександр Іванович у Москві 1972 року.

## Родинні зв'язки
- Син — Юрій, який народився 1924 року в Чернігові на Лісковиці, також був талановитим вченим у галузі ракетобудування. За свою працю пов'язану із розробкою ракети-носія «Протон» у 1970 році нагороджений Державною премією СРСР.

## Пам'ять
12 лютого 2016 року розпорядженням міського голови Чернігова, Владиславом Атрошенко, вулицю Будьонного перейменували на вулицю Колоскових.